# 쿨차르 크리스티안
쿨차르 크리스티안(헝가리어: Kulcsár Krisztián, 1971년 6월 28일~)은 헝가리의 펜싱 선수, 체육행정인으로 주 종목은 에페이다. 1992년 하계 올림픽과 2004년 하계 올림픽 남자 에페 단체전에서 은메달을 획득했으며 세계 선수권 대회에서 금메달 3개, 동메달 1개를 획득했다.
현역 은퇴 후 국제 펜싱 연맹 임원, 헝가리 펜싱 연맹 임원, 헝가리 올림픽 위원회 위원장 등을 지냈다.

## 수상
- 올해의 헝가리 펜싱 선수(2007년)